# Adolf Hirsch
Adolf Hirsch (* 15. Februar 1866 in München; † 19. April 1931 in Wien; Pseudonym Adolfi) war ein österreichischer Komponist von Wienerliedern, Volkssänger, Musikverleger und Varietédirektor.

## Leben
Adolf Hirsch, Sohn des Volkssängers Albert Hirsch und seiner Frau Minna, geb. Hänlein, wurde Schüler von Anton Bruckner am Konservatorium der Gesellschaft der Musikfreunde. Sein Vorhaben, Operndirigent zu werden, musste er nach wenigen Auftritten in der Provinz wegen eines schweren Augenleidens aufgeben.
1904 war er Kapellmeister in der Singspielhalle „Fideles Haus“. Um 1914 gründete er in der Salvatorgasse 3 sein eigenes Vergnügungsetablissement „Zum dummen Kerl“, das er in den 1920er Jahren in die Mariahilfer Straße verlegte. Er komponierte Wienerlieder auf überwiegend eigene Texte und verfasste Couplets, die er mit großem Erfolg auch selbst zum Besten gab. Dank seines verblüffenden musikalischen Gedächtnisses war ihm das gesamte einschlägige Liedrepertoire vertraut. Die Wünsche aus dem Publikum auf seine Frage: „Was soll ich spielen …?“ konnte er alle spontan erfüllen.
Seine Werke veröffentlichte er großteils im Selbstverlag „Adolfi“. Dort erschienen 1930 Vortragsmappen für Volkssänger unter dem Titel Damen-Repertoire-Verzeichnis und Herren-Repertoire-Verzeichnis mit jeweils rund 50 von ihm verfassten Nummern.
Nach dem „Anschluss“ Österreichs 1938 wurden viele seiner Werke vernichtet, weil ihr Schöpfer Jude war.
Das Begräbnis auf dem Wiener Zentralfriedhof, Alter jüdischer Teil, Tor 1 (Gruppe 52, Reihe 45, Nr. 78) fand am 22. April 1931 statt.

## Werke

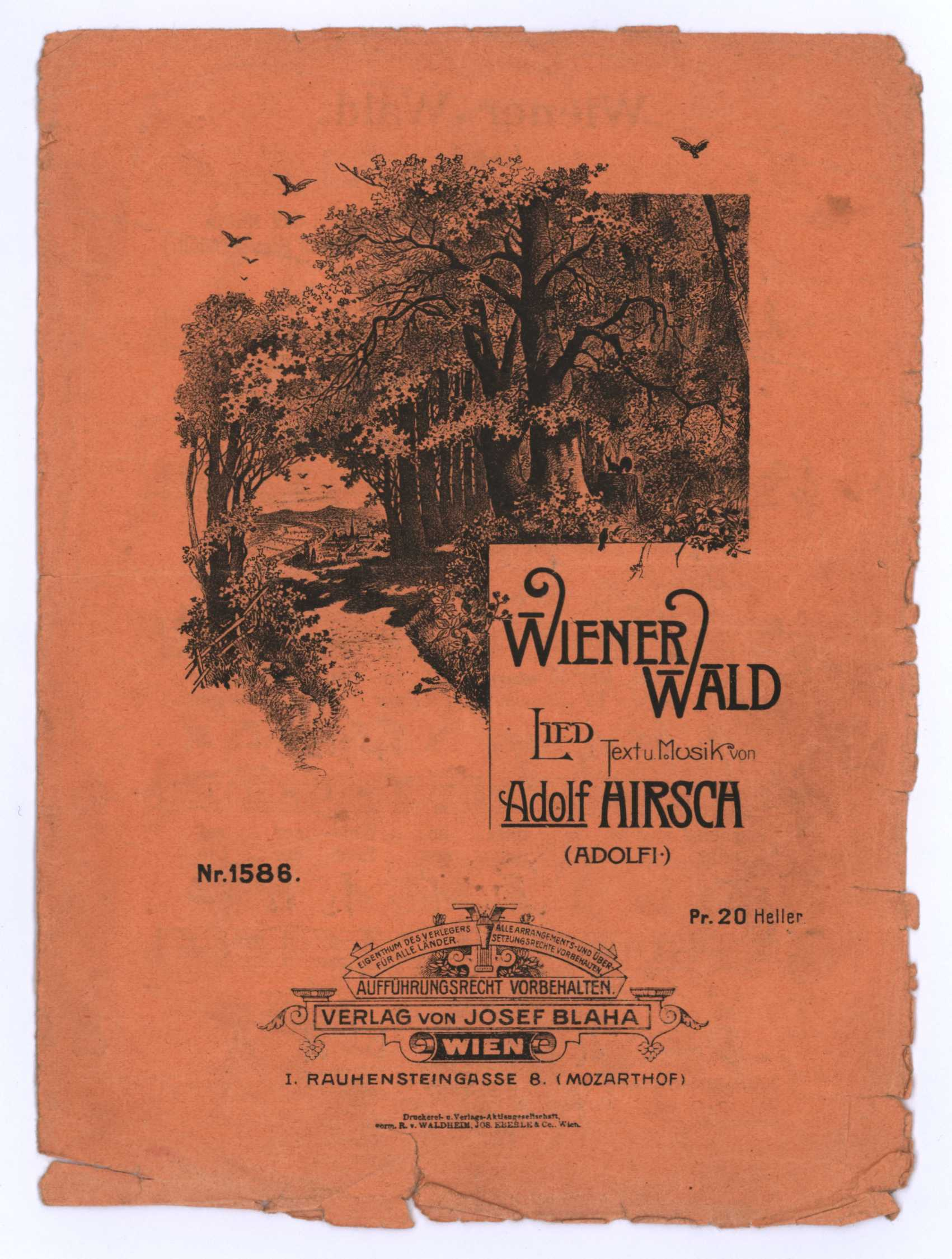
Titelblatt einer Gesangsausgabe von Wiener-Wald

Text und Musik von Adolf Hirsch, soweit nicht anders angegeben:
- Deutschmeisteredelknaben. Lebensbild in neun Szenen.
- Dirndl am Kirtag. Walzer für Gesang und Pianoforte. Frau Josefine Kramer-Glöckner verehrungsvoll gewidmet.
- Durch den Acker. Fest-Chor zur Kaiser Josef-Feier am 29./30. November 1880.
- Geh’ sei g’scheidt. Lied.
- Gel’, du bist mei liabes Schatzerl. Lied. Text von Siegmund Sträussler.
- Der Firmling. Posse in 1 Akt.
- Hausfreundpolka. Lied. Text von Robert Weil.
- Herzensdieb. Lied. Herrn Fritz Werner gewidmet.
- Ich auch. Couplet mit Chor.
- Juchhe, die Krone geht in d’Höhe! Lied für Solo und Duett vom „Dummen Kerl“ (=Adolf Hirsch)
- Kommis und Prinzipal. Komische Szene. 1888.
- Die Maurergräfin. Volksstück mit Gesang in drei Akten. Adolfi-Verlag, Wien o. J.
- Mei Wean siech’ i wieder. Lied eines aus der Gefangenschaft zurückgekehrten Wieners.
- Mein Schatzerl! Text von Siegmund Sträussler. Wiener Volkslied gesungen von Fräulein Anna in der Gesellschaft Hirsch.
- Mit einem Mäderl im Separederl. Lied.
- Pfirt Gott, du alter Linagrab’n.
- Praterleben. Juxmarsch.
- Steigt das Tröpferl ’nei ins Köpferl. Lied.
- Wann i a saubers Maderl siech. Wiener Lied.
- Wann’s die Geigen hamlich streicheln. Wienerlied für Klavier und Gesang.
- Wia si der Weana ’n Himmel vurstellt. Wienerlied.
- Das Weaner Lied, das hat au Schau. Couplet. Text von Siegmund Sträussler.
- Wiener Wald. Lied.
- Zeiserl, Zeiserl, bleib’ im Häuserl. Lied. Text von Leo Einöhrl.